# Bili Bidjocka

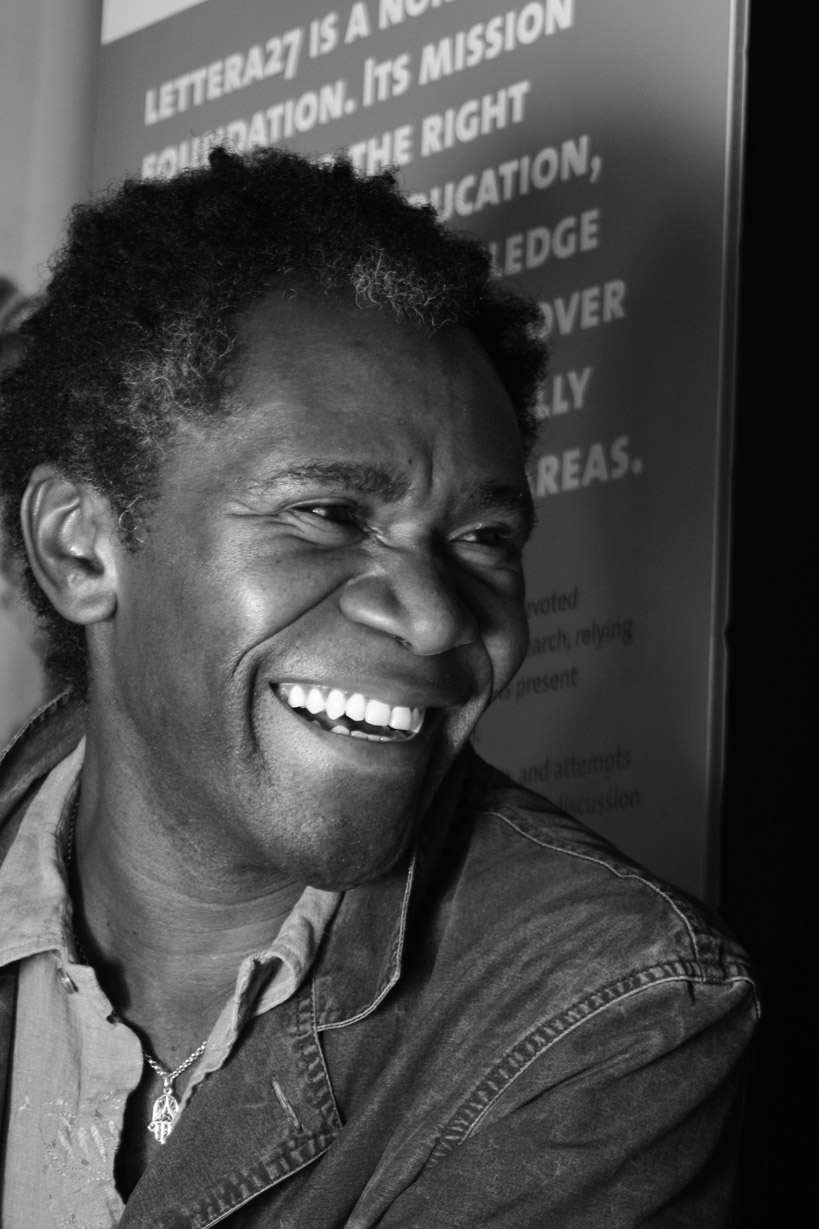
Bili Bidjocka

Bili Bidjocka (* 1962 in Douala) ist ein kamerunischer Konzept- und Installationskünstler.

## Leben und Werk
Bili Bidjocka siedelte zusammen mit seiner Familie 1975 nach Paris über. Er studierte an der École nationale supérieure des beaux-arts de Paris. 1985 war er Mitbegründer des Künstlerkollektivs Les Frigos und 1995 des Kunstzentrums Matrix Art Project in New York. Er erstellte Artwork zu dem Lied Kiss That Frog des 1992 erschienenen Albums Us von Peter Gabriel. Zwischen 1998 und 2007 betreute er das Matrix Art Project in Brüssel, wo er zu dem Zeitpunkt wohnte.

## Ausstellungen (Auswahl)
- 1999: Trust me, Fuck you, in Trafique, Stedelijk Museum voor Actuele Kunst, Gent
- 1999: The jetlag Experiment, in: Zeitwenden, Kunstmuseum Bonn, Bonn
- 2004: Pediluve#5 (The Room of Tears), in: Africa Remix, Museum Kunstpalast, Düsseldorf
- 2007: L’écriture infinie #4, 52. Biennale di Venezia, Venedig
- 2017: The chest society documenta 14, Kassel